# Atractus natans
Atractus natans — вид змій родини полозових (Colubridae). Мешкає в Південній Америці.

## Поширення і екологія
Atractus natans мешкають в Бразильській Амазонії, а також на південному сході Колумбії та на північному сході Перу. Вони живуть увологих рівнинних тропічних лісах амазонії, трапляються в саванах. Зустрічаються на висоті до 100 м над рівнем моря.